# Richard Ashcroft
Pour les articles homonymes, voir Ashcroft (homonymie).
Richard Paul Ashcroft, né le 11 septembre 1971 à Wigan en Angleterre, est un chanteur britannique. Il est notamment connu pour avoir été le leader du groupe The Verve.

## Biographie
Richard Ashcroft a formé The Verve en 1989. 
Il a sorti 4 albums avec ce groupe, dont le très connu Urban Hymns (1997) contenant le tube planétaire Bitter Sweet Symphony.
Ce groupe s'est séparé une première fois après le 2e album et connait une nouvelle dissolution en 1999.
Ashcroft a commencé une carrière solo, sortant les albums Alone With Everybody en 2000, Human Conditions en 2002 et Keys To The World en 2006. Il assure la partie vocale du titre Lonely Soul sur l'album Psyence Fiction de  UNKLE, 1998 ainsi que la voix dans "The Test" des Chemical Brothers. Lors du Live 8 où il interprète Bitter Sweet Symphony avec le groupe Coldplay, il est présenté à la foule par Chris Martin comme le "meilleur chanteur du monde".
En 2008, le groupe se reforme brièvement mais, pour la 3e fois de leur carrière, les membres se séparent "pour de bon" en 2009. Après cette séparation, il revient avec son nouveau groupe RPA & The United Nations of Sound et l'album United Nations of Sound en 2010. Certains affirment qu'il s'agit plus d'un autre projet solo mais sous un pseudonyme (RPA étant ses initiales].
Il est ami avec Noel Gallagher du groupe Oasis qui le surnomme "Captain Rock". Noel lui a dédicacé la chanson Cast No Shadow sur le 2e album d'Oasis : (What's the Story) Morning Glory? en 1995. En retour, Richard lui dédiera la chanson A Northern Soul sur l'album du même nom en 1995 également.
Il est aussi ami avec Liam Gallagher et Chris Martin.
Richard Ashcroft est marié à Kate Radley.
En 2016, Richard Ashcroft est de retour avec un quatrième Album, These People. Disponible à partir du 20 mai, cet album marque à nouveau sa collaboration avec Chris Potter et Wil Malone. Le premier extrait choisi est le titre This Is How It Feels.

## Discographie

### Influences
- The Beatles
- The Doors
- Pink Floyd
- The Rolling Stones
- Joy Division
- The Stone Roses
- The Jam